# 药物筛选
药物筛选是现代药物开发流程中检验和获取具有特定生理活性化合物的一个步骤，系指通过规范化的实验手段从大量化合物或者新化合物中选择对某一特定作用靶点具有较高活性的化合物的过程。药物筛选的过程从本质上讲就是对化合物进行药理活性实验的过程，随着药物开发技术的发展，对新化合物的生理活性实验从早期的验证性实验，逐渐转变为筛选性实验，即所谓的药物筛选。作为筛选，需要对不同化合物的生理活性做横向比较，因此药物筛选的实验方案需具有标准化和定量化的特点。随着组合化学和计算化学的发展，人们开始有能力在短时间内大规模合成和分离多种化合物，因而在现代新药开发流程中药物筛选逐渐成为发现先导化合物的主要途径之一。

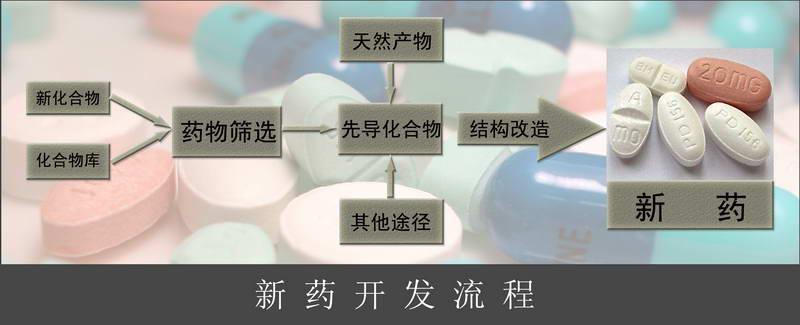
药物开发流程。繁體字版按此。

## 筛选模型
筛选模型就是在药物筛选实验中所应用的药理实验模型，由于药物筛选要求实验方案有标准化和定量化的特征，因而在传统药理实验中常见的动物实验在药物筛选中较少应用，根据实验模型的不同，药物筛选可以分为生化水平的筛选和细胞水平的筛选。
生化水平的药物筛选用拟开发药物作用的靶点设计实验，一般而言这种作用靶点是具有特定生理功能的蛋白质，如酶和受体等，此外一些编码功能明确的DNA也越来越多地成为药物作用的靶点。候选化合物与靶点混合后，可以通过酶连免疫、荧光显色、核磁共振等方法定量测定化合物与靶点的相互作用，从而成为筛选化合物的依据。
细胞水平的药物筛选是更接近生理条件的一种药物筛选模型，其模型是拟设计药物作用的靶细胞，应用细胞培养技术获取所需细胞，将这些细胞與候选化合物相互作用，通过与生化水平筛选类似的检测技术测定化合物的作用能力，从而对化合物进行筛选。
生化水平的药物筛选操作相对简单，成本较低，但是由于药物在体内的作用并不仅仅取决于其与靶酶的作用程度，吸收、分布、代谢、排泄均会对药物的作用产生极大的影响，仅仅一道薄薄的细胞膜就能够阻挡住许多候选化合物成为药物的道路，因而生化水平的药物筛选不确定因素更多，误筛率更高。细胞水平的药物筛选模型更接近生理条件，筛选的准确率更高，但是需要建立细胞模型，操作更复杂，成本更高，数据之间的平行性较差，另外由于技术的限制，有些靶标还不能进行细胞水平的药物筛选。

## 高通量筛选
高通量筛选最初是伴随组合化学而产生的一种药物筛选方式。1990年代末，组合化学的出现改变了人类获取新化合物的方式，人们可以通过较少的步骤在短时间内同时合成大量化合物，在这样的背景下高通量筛选的技术应运而生。高通量筛选技术可以在短时间内对大量候选化合物完成筛选，经过近十年的发展，已经成为比较成熟的技术，不仅仅应用于对组合化学库的化合物筛选，还更多地应用于对现有化合物库的筛选。目前世界各大药物生产商都建立有自己的化合物库和高通量筛选机构，对有潜力形成药物的化合物进行篦梳式的筛选。
一个高通量药物筛选体系包括微量和半微量的药理实验模型、样品库管理系统、自动化的实验操作系统、高灵敏度检测系统以及数据采集和处理系统，这些系统的运行保证了筛选体系能够并行操作搜索大量候选化合物。高通量筛选技术结合了分子生物学、医学、药学、计算科学以及自动化技术等学科的知识和先进技术，成为当今药物开发的主要方式。完整的高通量筛选体系由于高度的整合和自动化，因而又被称作“药物筛选机器人系统”

## 虚拟药物筛选
虚拟药物筛选是药物筛选技术发展的另一个方向，由于实体的药物筛选需要构建大规模的化合物库，提取或培养大量实验必须的靶酶或者靶细胞，并且需要复杂的设备支持，因而进行实体的药物筛选要投入巨额的资金，虚拟药物筛选是将药物筛选的过程在计算机上模拟，对化合物可能的活性作出预测，进而对比较有可能成为药物的化合物进行有针对性的实体体筛选，从而可以极大地减少药物开发成本。
根据计算原理，虚拟药物筛选分为基于小分子结构的筛选和基于药物作用机理的筛选两类，前者通过对已知具有相同作用机理的化合物进行定量构效关系研究，绘制出药物的药效团模型，依照模型对化合物数据库进行搜索，这种筛选技术本质上是一种数据库搜索技术；后者主要应用分子对接技术，实施这种筛选需要获知药物作用靶标的分子结构，通过分子模拟手段计算化合物库中的小分子与靶标结合的能力，预测候选化合物的生理活性。
建立合理的药效团模型、准确测定或预测靶标蛋白质的分子结构、精确和快速地计算候选化合物与靶标相互作用的自由能变化是进行虚拟药物筛选的关键，也是限制虚拟筛选准确性的瓶颈。虽然虚拟筛选的准确性有待提高，但是其快速廉价的特点使之成为发展最为迅速的药物筛选技术之一。